# Shandong Heavy Industry
Shandong Heavy Industry Group Co., Ltd. er en statsejet kinesisk producent af maskiner, entreprenørmaskiner og diverse køretøjer med hovedkvarter i Jinan, Shandong.
Shandong Heavy Industry har fire børsnoterede datterselskaber: Weichai Power (2338HK/000338SZ), Weichai Heavy-Duty Machinery (000880SZ), Yaxing Bus (600213SH) og Shantui Machinery (000680SZ).
Selskabet blev etableret i 2009 ved en fusion mellem Weichai Holding Group, Shandong Construction Machinery Group og Shandong Auto Industrial Group.